# Ле-Тийе
Ле-Тийе (фр. Le Thillay) — муниципалитет во Франции, в регионе Иль-де-Франс, департамент Валь-д'Уаз. Население — 3 969 человек (2006).
Муниципалитет расположен на расстоянии около 18 км северо-восточнее Парижа, 30 км восточнее Сержи.

## Демография
Динамика населения (INSEE):